# Nordische Skiweltmeisterschaften 1929/Teilnehmer (Deutschland)
| Goldmedaillen | Silbermedaillen | Bronzemedaillen |
| ------------- | --------------- | --------------- |
| —             | —               | —               |

Das Deutsche Reich meldete für die 6. Nordischen Skiweltmeisterschaften, die vom 5. Bis 10. Februar 1929 in Zakopane in Polen stattfanden, 11 bis 13 Teilnehmer.
Die deutschen Skisportler erreichten fünf Top-10-Plätze. Alois Kratzer, der erstmals bei einer Großveranstaltung dabei war, schrammte mit dem vierten Rang im Skispringen nur knapp an einer Bronzemedaille vorbei.
Am Dauerlauf über 50 km konnte die deutsche Mannschaft nicht teilnehmen, weil sie auf der Anreise von Klingenthal in Sachsen den Anschlusszug nach Zakopane verpasste und erst nach Beendung des Wettbewerbs eintraf. Von deutscher Seite waren Helmut Schuster, Hans Bauer, Otto Wahl und Fritz Pellkofer für den Dauerlauf genannt worden.
Unklar bleibt ob drei der ursprünglich gemeldeten deutschen Skiläufer, namentlich Ludwig Böck, Max Kröckel und Walter Glaß I, in Zakopane tatsächlich aktiv teilnahmen. Hingegen scheinen Ernst Krebs und Josef Aschauer erst zu einem späteren Zeitpunkt (nach)nominiert worden zu sein. Möglich scheint, dass dies auf Kosten des ein oder anderen der drei Vorgenannten geschehen ist.
Am Kongress der FIS nahmen von Seiten der Deutschen die Delegierten Tanner und Ganzenmüller teil.

## Die Teilnehmer und ihre Ergebnisse
| Sportler               | Verein                  | Skilanglauf 18 km | Skilanglauf 50 km | Skispringen K-60 | N. Komb. 18 km / K-60 | Ski Alpin Abfahrt | Patrouille 28 km |
| ---------------------- | ----------------------- | ----------------- | ----------------- | ---------------- | --------------------- | ----------------- | ---------------- |
| Josef Aschauer         | Ski-Klub Berchtesgaden  | –                 | –                 | –                | 35.                   | –                 | –                |
| Hans Bauer             | Skiclub Bayrischzell    | –                 | DNS               | –                | 19.                   | –                 | –                |
| Ludwig Böck            | Skiklub Nesselwang      | –                 | –                 | –                | DNS/F                 | –                 | –                |
| Walter Glaß I          | Sportverein Klingenthal | –                 | –                 | DNS              | DNS/F                 | –                 | –                |
| Alois Kratzer          | Ski-Club Rottach-Egern  | DNS/F             | –                 | 4.               | 8.                    | –                 | –                |
| Ernst Krebs (Sportler) |                         | 8.                | –                 | –                | –                     | –                 | –                |
| Max Kröckel            | WV Neuhaus am Rennweg   | –                 | –                 | DNS              | DNS/F                 | –                 | –                |
| Gustav Müller          | Skiclub Bayrischzell    | –                 | –                 | 28.              | 9.                    | –                 | –                |
| Fritz Pellkofer        | Skiclub Bayrischzell    | –                 | DNS               | –                | 24.                   | –                 | –                |
| Erich Recknagel        | WSV Oberschönau         | –                 | –                 | 9.               | –                     | –                 | –                |
| Helmut Schuster        | Ski-Klub Berchtesgaden  | 20.               | DNS               | –                | –                     | –                 | –                |
| Franz Thannheimer      | Skiclub Oberstdorf      | –                 | –                 | 20.              | –                     | –                 | –                |
| Otto Wahl              | WSV Zella-Mehlis        | 21.               | DNS               | –                | –                     | –                 | –                |

## Legende
- DNS = Did not start (nicht gestartet)
- DNS/F = Did not start oder Did not finish (unklar ob nicht gestartet oder nicht beendet)